# Zgrupowanie Wojsk Kolejowych i Drogowych
Zgrupowanie Wojsk Kolejowych i Drogowych – związek taktyczny sił i środków transportu lądowego wojsk inżynieryjnych i logistycznych Sił Zbrojnych Polskiej Rzeczypospolitej Ludowej.
W skład zgrupowania wchodziły następujące jednostki wojskowe:
- 2 Pułk Kolejowy z Inowrocławia,
- 3 Warszawski Pułk Mostowy z Płocka,
- 4 Pułk Drogowo-Eksploatacyjny z Niska,
- 5 Pułk Kolejowo-Mostowy z Modlina,
- 8 Pułk Mostowy z Grudziądza,
- 10 Pułk Kolejowy z Przemyśla,
- 11 Pułk Kolejowy z Przemyśla,
- 12 Pułk Kolejowy z Tarnowskich Gór i
- 12 Pułk Drogowo-Eksploatacyjny z Modlina